# Scarabaeus alienus
Scarabaeus alienus är en skalbaggsart som beskrevs av Louis Albert Péringuey 1901. Scarabaeus alienus ingår i släktet Scarabaeus och familjen bladhorningar. Inga underarter finns listade i Catalogue of Life.